# Bug (film, 2006)
Pour les articles homonymes, voir Bug.
Pour plus de détails, voir Fiche technique et Distribution.
Bug est un thriller américano-allemand réalisé par William Friedkin et sorti en 2006. Il s'agit de l'adaptation de la pièce de théâtre du même nom de Tracy Letts, qui signe également le scénario du film.
Le film suit Agnes (Ashley Judd), une serveuse solitaire au passé tragique qui loge dans un vieux motel et vit dans la peur de son ex-mari violent, Jerry Goss (Harry Connick Jr), qui vient d'être libéré sur parole. Elle retrouve espoir en esquissant une romance avec Peter (Michael Shannon), un homme calme, excentrique et mystérieux, jusqu'à ce qu'il lui révèle que des insectes particulièrement rares s'introduisent sous sa peau.

## Synopsis
Agnes, échouée dans un motel peu fréquenté au bord d'une route perdue dans l'immensité de la plaine américaine, est fragilisée par un harcèlement (répétition d'appels téléphoniques anonymes). On ignore si ce mode de vie aussi retiré est la conséquence de la relative médiocrité de son parcours professionnel (serveuse dans un bar) et des rares personnes qu'elle fréquente (une collègue lesbienne) ou si la vie dans ce trou perdu est un choix délibéré, une fuite, pour ne pas être retrouvée par son mari, dont elle vient d'apprendre la prochaine sortie de prison. Sa collègue lui fait rencontrer un nouveau client du bar, Peter, auquel elle s'attache, justement parce qu'elle lui découvre une personnalité parfaitement opposée à celle de son mari violent : Peter est doux, poli, posé, voire timide. Le mystère qu'il entretient sur son vécu de militaire se lève peu à peu, chacun livrant à l'autre des pans de son passé. Piqué par un insecte, au lit, après leur nuit d'amour, Peter s'avère obsédé par les « aphides ». La peur de retomber sous l'emprise de son mari (qui, venant de débarquer par surprise, la frappe à nouveau, en annonçant qu'il va lui imposer d'ici quelques jours de revivre avec lui), la crainte de se retrouver seule à nouveau, de perdre un homme possédant de telles qualités d'écoute (qu'elle trouve par ailleurs pas mal « quand il est nu »), l'entraîne à accepter de partager le délire destructeur de son compagnon (auto-mutilation, meurtre puis suicide).

## Fiche technique
- Titre original et francophone : Bug
- Réalisation : William Friedkin
- Scénario : Tracy Letts, d'après sa propre pièce du même nom
- Musique : Brian Tyler
- Direction artistique : Franco-Giacomo Carbone
- Décors : Frank Zito
- Costumes : Peggy A. Schnitzer
- Photographie : Michael Grady
- Montage : Darrin Navarro
- Production : Kimberly C. Anderson, Michael Burns, Gary Huckabay, Malcolm Petal, Andreas Schardt et Holly Wiersma
  - Production déléguée : Michael Ohoven et Jim Seibel
- Sociétés de production : Lionsgate, L.I.F.T. Productions, DMK Mediafonds International et Inferno Distribution
- Sociétés de distribution : Lionsgate (États-Unis) ; Metropolitan Filmexport (France)
- Budget : 4 millions de dollars [2]
- Genre : thriller psychologique, drame
- Pays de production :  États-Unis,  Allemagne
- Durée : 102 minutes
- Dates de sortie : 
  - France : 19 mai 2006 (La Quinzaine des réalisateurs au festival de Cannes)
  - États-Unis : 25 septembre 2006 (Fantastic Fest d'Austin)
  - France : 21 février 2007
  - États-Unis : 25 mai 2007
- Film interdit aux moins de 12 ans lors de sa sortie en salles en France

## Distribution
- Ashley Judd (VF : Déborah Perret) : Agnes White
- Michael Shannon (VF : Renaud Marx) : Peter
- Harry Connick Jr. (VF : Jean-Pierre Michael) : Jerry Goss
- Lynn Collins (VF : Virginie Ledieu) : R. C.
- Brian F. O'Byrne (VF : Jean-Pol Brissart) : Dr Sweet

## Production
Le film a été tourné en 21 jours.

## Bande originale
- Chris Cornell - Disappearing Act
- Scott Weiland - Learning To Drive
- Chainsaw Kittens (en) - She Gets
- Serj Tankian - Bug Theme
- Sean & Sara Watkins (Nickel Creek) - No Way to Live
- The Backsliders - Cowboy Boots
- Susan Tedeschi - I Fell in Love
- Jerry Leiber et the Coasters - Shake 'em Up and Let 'em Roll
- Alvin Robinson (en) - Searchin'
- Los Tigres del Norte - Viva Mi Sinaloa
- Leon Russell - This Masquerade
- Brian Tyler - Drug
- Brian Tyler - Peterception

## Accueil

### Box-office
| Pays ou région    | Box-office     | Date d'arrêt du box-office | Nombre de semaines |
| ----------------- | -------------- | -------------------------- | ------------------ |
| États-Unis Canada | 7 025 810 $    | 21 juin 2007               | 4                  |
| France            | 42 907 entrées |                            |                    |
| Île-de-France     | 25 157 entrées |                            |                    |
| Mondial           | 8 059 140 $    | -                          | -                  |

## Distinctions

### Récompenses
- Prix FIPRESCI lors de la Quinzaine des réalisateurs au Festival de Cannes 2006[6] ;

### Nominations
- Nomination de la meilleure actrice au Saturn Awards 2008 pour Ashley Judd[7],[8] ;
- Nomination de la meilleure actrice au Fright Meter Awards 2007 pour Ashley Judd[8],[9];
- Nomination du meilleur acteur au Fright Meter Awards 2007 pour Michael Shannon[8],[9].
- Nomination de la meilleure affiche au Golden Trailer Awards 2008[8],[10]

## Analyse

### Film rythmé aussi par la bande-son
Le scénario est régulièrement parsemé d'éléments déclencheurs (pour créer un climat d'angoisse ou de suspense, et pour appuyer l'incrémentation dans la profondeur du délire dans lequel sombre le couple) :
- l'insistance et la fréquence de la sonnerie stridente du téléphone[11], au début du film, marquent à chaque fois plus intensément le visage de l'héroïne, par l'exaspération et la douleur psychique[12] ;
- la rotation des grandes pales du ventilateur du plafond avivent tellement en Peter les souvenirs de guerre que le spectateur entend aussi, comme lui, le bruit d'un hélicoptère[13], qui est suggéré dès le début du film par un long zoom plongeant sur le motel[14]. Cette assimilation des pales de ventilateur à celle d'hélicoptères est loin d'être neuve dans le cinéma. La dimension salvatrice de l'amour réciproque est soulignée par « le symbolisme messianique de l'hélicoptère qui n'est plus à démontrer » selon Michel Cieutat : « évacuation de blessés dans M*A*S*H, recherche de criminel dans L'Inspecteur Harry et Les Faucons de la nuit, puissance purificatrice dans Apocalypse Now et Tonnerre de feu, sauvetage lors de catastrophes...). L'Amérique en période de crise a besoin d'un rédempteur et son cinéma aime accentuer la dimension céleste de la venue de ce dernier. »[15],[16] !

### Espace et confinement, amour et renaissance
Agnes, au début du film, est peinte comme perdue dans sa solitude : vue aérienne du paysage, avec la route et le motel, tout petit, qui se rapprochent. Le spectateur plonge ainsi jusqu'à l'intérieur de la chambre. Qu'est-ce qui s'abat ainsi sur l'occupante de cette chambre ? Un insecte (titre du film) ? ou le destin ? Agnes, à la fin du film, n'est plus seule. Elle accompagne jusqu'à l'extrême le compagnon qu'elle a enfin trouvé, et dont le délire psychotique la cloître dans un huis clos.
« Un amour perdu peut se retrouver, amour et seconde chance constituant alors le meilleur des ménages ... L'amour est ici synonyme de nouvelle naissance comme pour Richard Beymer qui surmonte sa dépression post-opératoire dans Hemingway's Adventures of a Young Man grâce à son amour pour l'infirmière Susan Strasberg, ou pour Stockard Channing dans Dandy, The All-American Girl, qui renonce à son obsession (une Ferrari Dino) par amour pour son avocat Sam Waterson. Cette re-naissance, d'ailleurs, peut parfois être renforcée très symboliquement par la proximité antinomique d'un décor en ruines, les vieilles pierres contrastant avec le couple dont l'émotion intense est tournée vers l'avenir : Flesh and the Devil, The Story of Dr. Wassell, Tycoon, A time to Love and a Time to Die. », écrivait en 1991 Michel Cieutat.

### Dénonciation de la guerre à travers le personnage du soldat perturbé?
William Friedkin, dans une interview, répondit ceci à propos du personnage de Peter, ancien militaire : « Qui vous dit qu’il est vraiment militaire ? Personnellement, je ne crois pas tout ce qu’il raconte ; l’important c’est que, lui, le croit. Tout le monde a son univers fantasmé et d’ailleurs, la plupart des gens se mentent. Parfois, ils ont des idées complètement fantastiques à propos de leur vie qui n’ont rien à voir du tout avec la réalité ».

### Séquences remarquables
- Première apparition du mari (joué par Harry Connick Jr), émergeant d'un nuage de fumée tel un démon sortant des ténèbres (en fait la buée de la douche)[21].
- Seule et unique scène d'amour, aussi magnétique que l'étreinte désespérée dans Ne vous retournez pas, de Nicolas Roeg[21]. Cette ellipse de la contagion (thème qu'avait déjà traité Friedkin dans L'Exorciste ou La Chasse (Cruising)), est très clairement illustrée par les plans fondus de salive et de sueur mêlées, comme la description clinique d'une contamination réciproque[22].